# Acanthodactylus nilsoni
Acanthodactylus nilsoni là một loài thằn lằn trong họ Lacertidae. Loài này được Rastegar-Pouyani miêu tả khoa học đầu tiên năm 1998.